# Jensen-Group
Die Jensen-Group NV (Eigenschreibweise: JENSEN-GROUP) ist ein internationales Unternehmen, das Maschinen für Großwäschereien herstellt. Es hat seinen Sitz in Belgien und seinen Ursprung auf der dänischen Insel Bornholm. Stand 2023 unterhält die Jensen-Group Standorte in 23 Ländern und einen Vertrieb in über 50 Ländern.

## Geschichte
Die Jensen-Group lässt sich zurückführen auf die Gründung einer Wartungs- und Herstellerfirma im Jahr 1937 auf Bornholm, einer dänischen Insel in der Ostsee. Das Kerngeschäft des Firmengründers Ejnar Jensen lag zunächst in der Reparatur von Melkausrüstungen. Im Jahr 1959 entwickelte Ejnar Jensens Sohn Jørn Munch Jensen (1932–2012), der inzwischen in die Firma eingestiegen war, eine damals neuartige Faltmaschine für Großwäschereien. Im folgenden Jahr wurde die erste Faltmaschine von Jensen in einer Bornholmer Wäscherei installiert und anschließend damit begonnen, das Produkt weltweit zu vertreiben. Der Schwerpunkt des Familienunternehmens verschob sich daraufhin auf Maschinen für Großwäschereien.
Im Jahr 1961 hatte Jørn Munch Jensen bereits 80 seiner sogenannten Kombifaltmaschinen außerhalb Dänemarks verkauft. Im Verlauf der 1960er-Jahre wurde damit begonnen, auch Wäsche-Eingabemaschinen und Mangeln zu entwickeln und zu verkaufen. 1970 führte Jensen mit dem Jenstack die erste Wäschestaplermaschine ein. 1988 wurde in Burgdorf bei Bern ein Produktionsstandort errichtet. 1994 führte Jensen bei ihren neuen Maschinen die Methode der eckenlosen Eingabe ein; hierbei muss das Personal bei der Wäscheeingabe nicht mehr wie zuvor die zwei passenden Ecken des Wäschestücks suchen, sondern nur noch die kürzere Seite des Wäschestücks eingeben, was eine Zeitersparnis mit sich brachte.
In den 1990er-Jahren kam die Formteile-Bearbeitung durch den Erwerb des Unternehmens Metricon Conveyor Systems hinzu. Im Jahr 1998 übernahm Jesper Munch Jensen von seinem Vater Jørn die Leitung des Unternehmens. Jesper Jensen veranlasste zwischen 1998 und 2001 den Kauf mehrerer Unternehmen, um nicht nur wie bisher vorrangig im Bereich der Wäschefaltung, sondern auch als Gesamtanbieter für die Großwäschereiindustrie agieren zu können. So erwarb die Jensen-Group in dieser Zeit die Firmen Senkingwerk GmbH (tätig im Bereich Waschtechnik), Futurail (ein Hersteller von Einschienensystemen) und L-Tron (ein Hersteller von großen Waschschleudermaschinen).
2008 führte die Jensen-Group den sogenannten Cleantech-Ansatz ein, der die Effizienz der Maschinen verbessern soll. Mitte der 2010er-Jahre führte das Unternehmen eigene Produktreihen für Waschschleudermaschinen (JWE-Reihe), Trockner (JTD-Reihe) und Trennwand-Waschmaschinen (JBW-Reihe) ein.
Zum 1. Januar 2018 erwarb die Jensen-Group eine Beteiligung von 30 % an dem dänischen Unternehmen Inwatec ApS, das Produkte für Großwäschereien herstellt und dabei insbesondere an Robotertechnik und Künstlicher Intelligenz arbeitet. Bis zum 26. März 2021 erhöhte die Jensen-Group ihre Anteile an Inwatec auf 70 %. Inwatec arbeitet etwa an der automatischen Erkennung von Fremdobjekten und Formteilen (etwa durch Hochleistungskameras), an der vollautomatischen Sortierung der Schmutzwäsche durch Robotertechnik und an der robotergesteuerten Pufferung sauberer Wäschestapel mit Sortiererweiterungen.
2023 wurde ein Joint Venture der Jensen-Group mit Miura, einem japanischen Hersteller für Maschinen in Großwäschereien, bekannt gegeben. Dabei erwarb die Jensen-Group 49 % der Anteile an der Inax Corporation, einer hundertprozentigen Tochtergesellschaft von Miura, um sich stärker auf dem japanischen Markt einbringen zu können. Im Gegenzug erwarb Miura 20 % der Anteile an der Jensen-Group.
Im Juli 2024 gab die Firma bekannt, 80 % der Anteile der MAXI-PRESS Holding GmbH erworben zu haben. MAXI-PRESS stellt diverse Ersatzteile für Jensen-Maschinen her und vertreibt diese auch selbst. Außerdem fertigt das Unternehmen Ersatzteile für die Herbert Kannegiesser GmbH, einer der größten Wettbewerber der Jensen-Group.

## Unternehmensstruktur

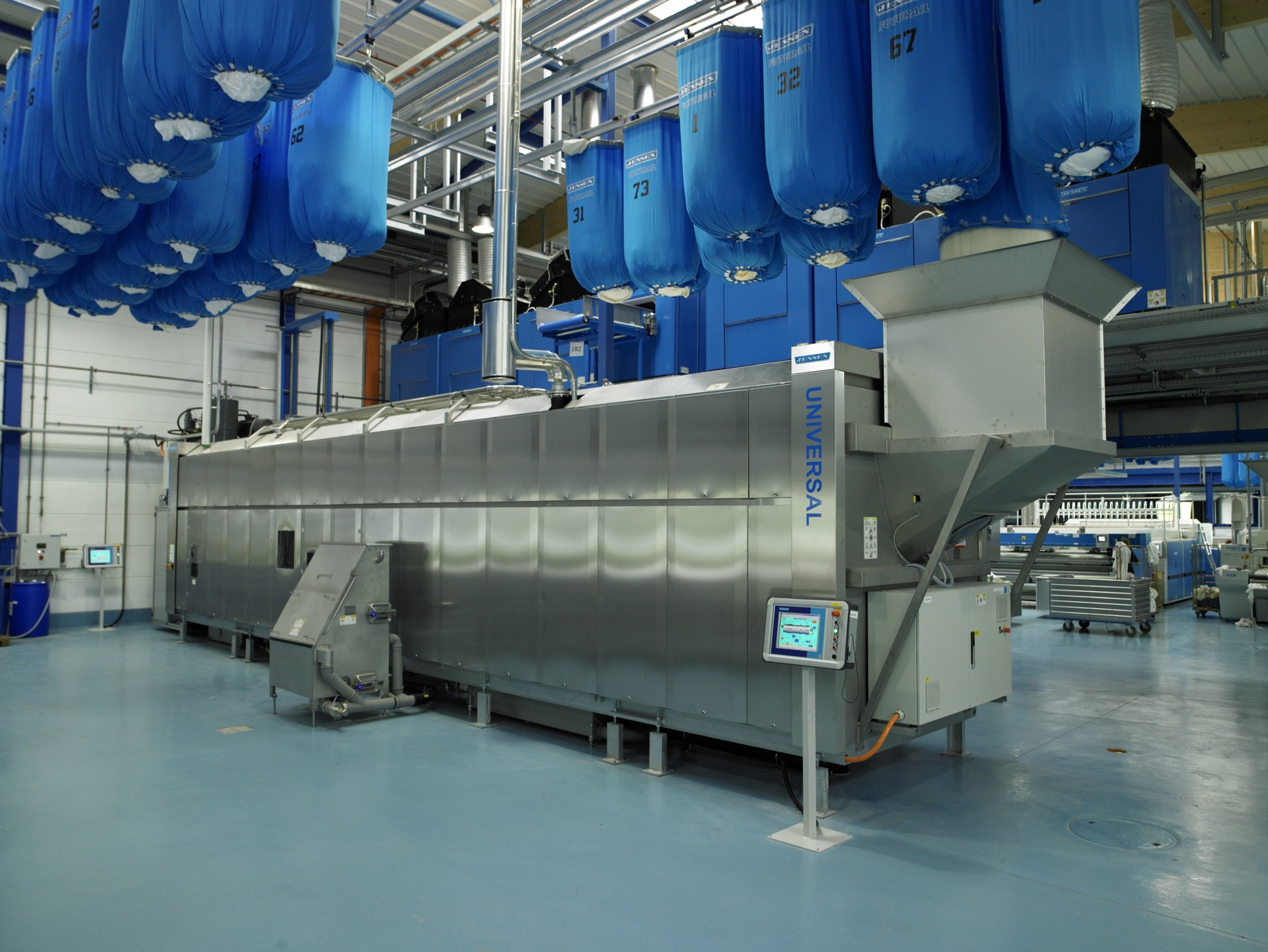
Industrielle Waschmaschine der Jensen-Group

Im Jahr 2023 erzielte die Jensen-Group mit 400,1 Mio. Euro und einem Wachstum von 17,1 % im Vergleich zum Vorjahr den größten Umsatz der Unternehmensgeschichte.
Von den Unternehmensanteilen an der Jensen-Group hält die Familie Jensen 44,2 %, die japanische Miura Co. Ltd. 20,0 %, Lazard Frères Gestion SAS hält 5 %, die JENSEN-GROUP NV 1,4 % und die restlichen 29,4 % befinden sich im Streubesitz (Stand Februar 2025).
Die Jensen-Group unterhält einen Vertrieb in über 50 Ländern sowie Standorte in 23 Ländern. Die Jensen-Group teilt sich in sechs weltweite Geschäftsregionen: die Mittelmeerländer, den Nahen Osten und Nordafrika; Zentraleuropa und Osteuropa; Australien und Ozeanien; Nord- und Südamerika; China und Ostasien; sowie Skandinavien, Großbritannien und Irland. Weltweit hat das Unternehmen fünf Technologiezentren mit jeweils unterschiedlichen Schwerpunkten, etwa am deutschen Standort in Harsum für den Bereich Waschraumtechnologie. Die Technologiezentren entwickeln, produzieren und liefern die gesamte Jensen-Produktpalette über das Netzwerk autorisierter Jensen-Vertreter an Großwäschereien.

## Produkte

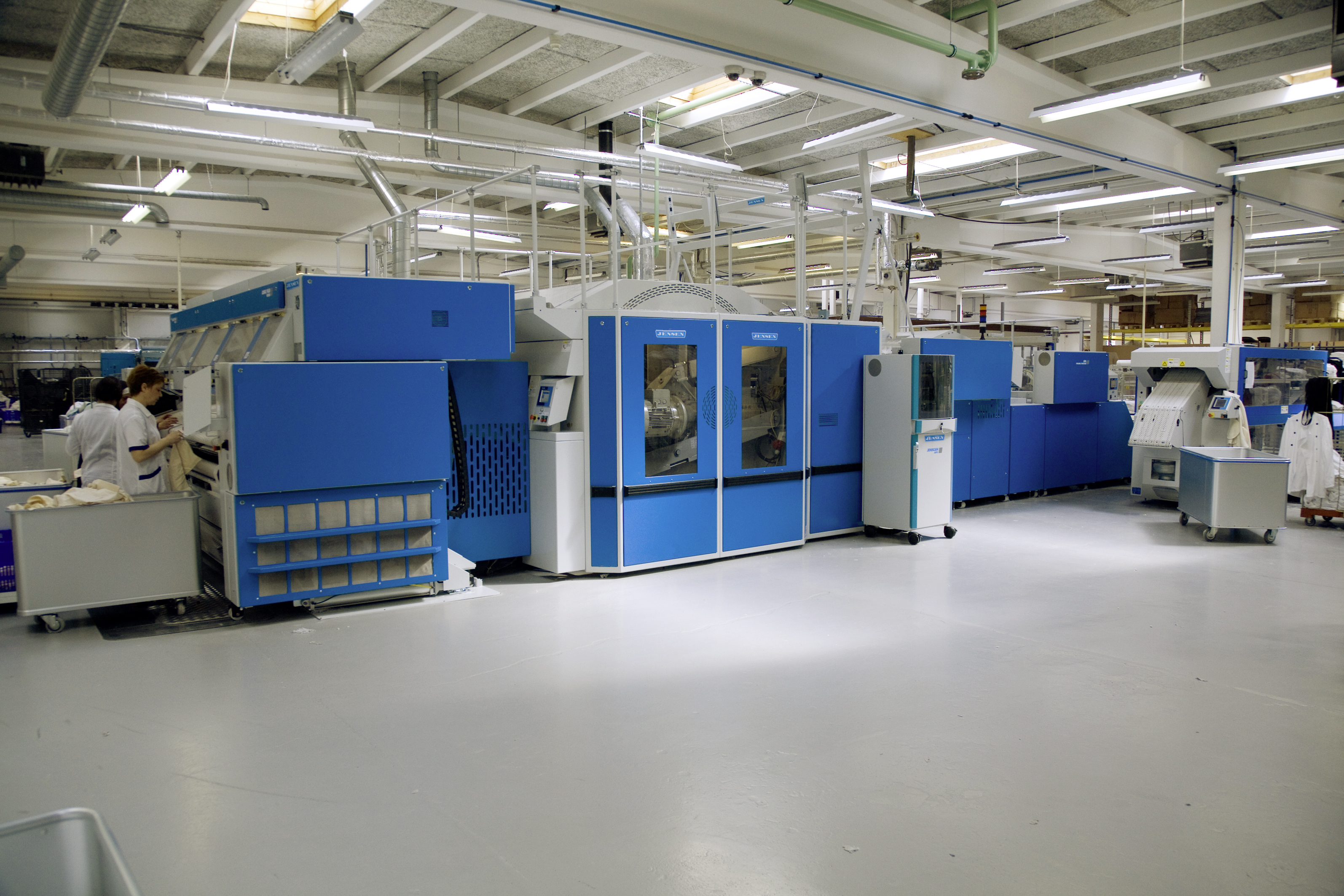
Mangelstraße der Jensen-Group

Die Jensen-Group bietet Maschinen und Dienstleistungen für Groß- und Industriewäschereien an. Zu den Produkten gehören Faltmaschinen, Bügelmaschinen, Eingabemaschinen für Groß- und Kleinteile, Entwässerungsmaschinen, Waschtunnel, Reinigungs- und Desinfektionsgeräte, Waschschleudermaschinen und Wäschetrockner. Mit dem Tochterunternehmen Inwatec investiert Jensen in die Robotik, die in der Reinigungsindustrie etwa beim Sortieren von Schmutzwäsche helfen kann.